# احمد لاهوری
احمد لاهوری معمار دربار گورکانیان مغول و نیز سرمعمار بنای تاج محل بود.
وی همچنین بنیانگذار بنای قلعه سرخ یا لعل قلعه در دهلی است.

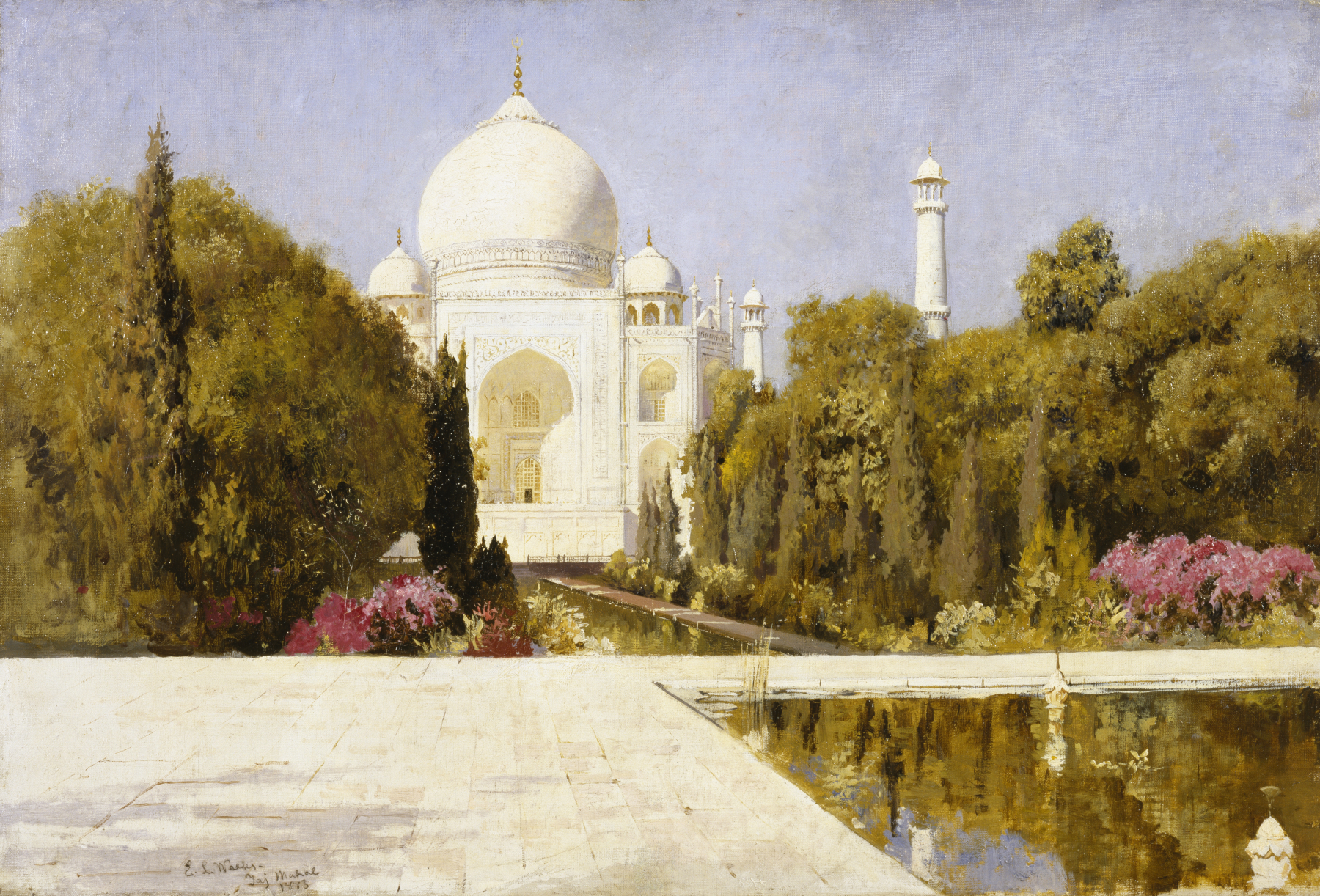
تاج محل

## زندگی
احمد لاهوری از مشهورترین معماران تاریخ است.
استاد احمد لاهوری که بین سال‌های (۱۵۸۰ الی ۱۶۴۹) زندگی کرد، معمار اصلی تاج محل‌و لعل قلعه یا (قلعه سرخ) در هند بود. با ترکیب سبک‌های ایرانی، هندی‌ و اسلامی، معماری آن به‌طور گسترده در سراسر جهان مورد ستایش قرار گرفته‌و تاج محل یکی از عجایب هفتگانه جهان محسوب می‌شود. احمد لاهوری از یک خانوادهٔ مشهور معمار و مهندس عمران با اصلیت هراتی بود بود. خانوادهٔ آن‌ها در لاهور هند، یک ایالت امپراتوری مغول (ایالت مغول) ساکن شده بودند. در هند، استاد احمد لاهوری معمار اصلی سلطنت شاه جهان شد که مقبره ممتاز محل، تاج محل در آگرا را طراحی کرد. این شاهکار خیره کننده مرمر که تنها چند ماه پس از اولین سالگرد مرگ ملکه در سال(۱۶۳۰م) آغاز شد، در حدود سال ۱۶۵۳م تکمیل شد. استاد احمد لاهوری همچنین پایه‌های قلعه سرخ را در دهلی گذاشت (ساخت بین سال‌های ۱۶۳۸ و ۱۶۴۸). قلعه سرخ تقریباً به مدت ۲۰۰ سال، تا سال ۱۸۵۶، اقامتگاه اصلی امپراتوران در سلسله مغول بزرگ بود. این قلعه علاوه بر محل استقرار امپراتورها و سکونت‌گاه‌های آنها، مرکز تشریفاتی و سیاسی دولت مغول , محل رویدادهایی بود که به شدت تحت تأثیر قرار گرفت. قلعه سرخ همچنین مکانی بود که انگلیسی‌ها به آخرین امپراتور مغول خیانت کردند و سپس او را در سال ۱۸۵۸ به یانگون فرستادند.
احمد لاهوری همچنین در سال ۱۶۴۸ مسجد جهان‌نما در دهلی را طراحی کرد و پروژه مسجد امپراتوری دهلی را که اکنون به نام مسجد جامع دهلی شناخته می‌شود، آغاز کرد.
او در سال ۱۶۴۹، قبل از اینکه پایه‌و اساس مسجد گذاشته شود، درگذشت. بعدها مسجد توسط معمار دگر بنام استاد خلیل تکمیل شد. استاد احمد لاهوری به دلیل مهارت در معماری از شاه جهان لقب نادرالاثر (عجیب قرن) را دریافت کرد. کرد،